# Jhony Brito
Jhony Rafael Brito (Puerto Plata, 17 febbraio 1998) è un giocatore di baseball dominicano, di ruolo lanciatore, che gioca per i San Diego Padres (MLB).
In precedenza ha giocato in MLB anche con i New York Yankees.